# ديني كريستيان
ديني كريستيان (بالألمانية: Dennie Christian)‏ هو مغني ومقدم تلفزيوني ألماني، ولد في 22 مايو 1956 في Bensberg ‏ في ألمانيا.

## وصلات خارجية
- الموقع الرسمي
- ديني كريستيان على موقع IMDb (الإنجليزية)
- ديني كريستيان على موقع ميوزك برينز (الإنجليزية)
- ديني كريستيان على موقع ديسكوغز (الإنجليزية)